# マイクロアグレッション
マイクロアグレッション（英語: Microaggression）とは、1970年にアメリカの精神医学者であるチェスター・ピアスによって提唱された、意図的か否かにかかわらず、政治的文化的に疎外された集団に対する何気ない日常の中で行われる言動に現れる偏見や差別に基づく見下しや侮辱、否定的な態度のこと。
提案したピアスは、黒人以外のアメリカ人がアフリカ系アメリカ人に対して行うものをさしていたが、その後、2000年代にコロンビア大学心理学教授のデラルド・ウィング・スーによって再定義され、様々な人種やLGBTをはじめとした性的少数者、障害者など、社会的に疎外されているといわれているあらゆる集団も対象とされた。

## 定義
1970年にアメリカの精神医学者であるチェスター・ピアースによって提唱された。マイクロアグレッションは本来、人種主義が精神衛生に及ぼす影響に関する議論のなかで、白人が黒人に対して無自覚に行う貶しを意味した。2000年代に人種やジェンダー、障害をかかえる等が原因で人が無意識の中で軽視されたり侮辱されたりすることで受ける悪影響の研究が行われた際に、コロンビア大学心理学教授のスーによって再定義され、人種だけでなくその範囲は拡大した。
スーらによれば、マイクロアグレッションは以下の4つの形態を取りうる：
- マイクロアサルト[注釈 1]：意識的。明白な人種蔑視、言語的／非言語的。悪意のある呼び方、回避行動、故意の差別的行動など。
- マイクロインサルト[注釈 2]：無意識的。無作法と無神経さを伴う、人種的な遺産やアイデンティティを貶めるコミュニケーション。微妙な軽蔑。加害側が自覚していない。受け手に対する明示的でない侮辱。
- マイクロインバリデーション[注釈 3]：特定のグループに属する人の心理的思考、感情、または経験的現実を、排除・否定・無効化するコミュニケーション。
- 環境型マイクロアグレッション（環境レベル）：社会構造レベルや環境レベルで顕在化する人種に対しての攻撃・侮辱・否定的反応。

スーはまた、アジア系アメリカ人に対するマイクロアグレッションについてこのような事例があるとした。
- Alien in own land: 人々が有色人種を外国人だと思い込むこと。例えば、「どこから来たの？」や「なぜ訛ってないの？」などを質問したり思うこと。
- Ascription of intelligence: 有色人種(とくにアジア系)は知的であるというステレオタイプに基づいて一定レベルの知性を持っていると思い込むこと。例えば、「その授業にアジア系の学生が多くいたら、その授業は難しい、大変だろう。」など。
- Denial of racial reality: 有色人種は決して差別を受けていないと強調し、不平等な扱いを受けている事実はないと暗に主張すること。
- Exoticization of non-white women: メディアや創作などで、エキゾチックな存在として描くこと。例えばアジア系女性は従順なタイプかドラゴンレディ、タイガー・マザーのようなパワフルだが短気なタイプ、アジア系男性は性的意欲がない、弱弱しい描かれ方がステレオタイプだといわれることがある。
- Refusal to acknowledge intra-ethnic differences: 民族内にも違いがあることを認めない。例えばアジア系アメリカ人はみんな似ており、全員同じ言語を話したり同じ価値観や文化を持っているという前提に基づき、これらの人と接すること。
- Pathologizing cultural values/communication styles: アジア系アメリカ人の文化や価値観が好ましくないものとして見ること。例えば、アジアの文化的規範が沈黙を大事にするものなのに学校や大学の授業では口頭で参加することを期待され、アジア系アメリカ人の多くがアメリカで学業を成功させるために西洋の文化的規範に従うことを余儀なくされていると感じているとスーは述べている。
- Second-class citizenship: 有色人種の人が、他の人とは異なる扱いをされ平等な権利を与えられていないと感じるような言動。例えば、韓国人男性がバーに入って飲み物を頼むが、バーテンダーは白人男性に飲み物を出すときに無視した。
- Invisibility: 人種差別についての議論などが行われる際、議論の外にいると感じさせるようなこと。例えばアメリカの人種に関する議論をする際に、白人と黒人の問題にだけ焦点を当てられ、アジア系アメリカ人は除外されてしまったりすること。

これらはあくまでも人種に関するものにすぎず、マイクロアグレッションの一部であり、ほかにも性別や病気に対してにもあるとしている。スーらは2007年に「人種差別のニューフェース」と表現し、差別があからさまなものからより曖昧で、非意図的で回避的な人種差別に変化してきたと述べ、これらをマイクロアグレッションと定義している。
ただし、アメリカの心理学者スコット・リリエンフェルドは、2017年に彼の著作のなかで、スーらが挙げている事例の中にはマイクロ(微小)でなく、明白な攻撃、脅迫、偏見であるものがあり、マイクロアグレッションとは分けるべきものがあると述べている。また、カナダの教育者カミーユ・ターナーは、リリエンフェルドと同様、マイクロアグレッションとされるものの中には、自閉症や社会不安障害など他のものが起因している可能性があり、マイクロアグレッションに基づき差別をするという悪意があることを前提にすることは事実を見誤り、これらの病を抱える人々には良くないとオックスフォード大学で起きた事例を踏まえ彼女は述べている。オックスフォード大学では2017年、視線を合わせないことをマイクロアグレッションとしていた。この同大学の規定に対し、視線を合わせることを苦手とする自閉症の人に対して無神経であるという批判がおき、大学は謝罪した。
精神保健福祉士でZAC 在日コリアンカウンセリング＆コミュニティセンター代表の丸一俊介によると、日本語においては「微細な攻撃」と直訳することもあるが、マイクロはそのまま「小さい」という意味ではなく、あくまで個人間で発生するアンコンシャス・バイアス（無意識の偏見）が関係してくる日常的な差別事象のことを指すとしている。表面的には攻撃性がないので、マイクロアグレッションをする側は悪気もなく気づいてすらいないケースがほとんどだが、マイクロアグレッションをされた側は精神的に傷つき、健康を害することがあると丸一は指摘している。
ジェンダー・セクシュアリティ研究者の元山琴菜は、マイクロアグレッションの概念においては、特定の個人は状況に応じてマイノリティからマジョリティ、あるいはその逆に変わることがあり、したがってこの概念は差別=被差別という二項対立の図式を覆しうるものであるとして、肯定的に捉えている。
日本でこの問題が提起されたのは遅く2020年代に入ってからである。
近年は教育の現場にも取り入れられている。

## 批判
この概念には数多くの批判がある。主に政治的保守派から批判的言説が2015年以降特にみられるようになった。例えば、National Association of Scholarsは、マイクロアグレッションは主観的な根拠に過度に依存している、または、科学的根拠がとぼしい疑似科学であると主張している。ジョナサン・ハイトらは、マイクロアグレッションという概念に批判的な人々は対人関係等の心理的負荷を自分で処理する能力を低下させ心理的脆弱性を助長していると見解を述べている。コールアウトカルチャー(キャンセルカルチャー)の原動力になっている、論理的思考や批判的思考といった大学生や社会人に求められる思考能力が身につかなくなるなど、マイクロアグレッションの科学的社会的妥当性を疑問視する主張もある。

### 研究の信頼性
2013年に出されたマイクロアグレッションに関する研究レビューでは、「マイクロアグレッションによる心理的身体的負の影響が文書化され始めているが、これらの研究のほとんどは経験的なものや自己報告に基づいているため、実際に負の影響があるのか、もしそうならばどのようなメカニズムで引き起こされるのかを判断することは困難である」と結論づけている。
2017年に出されたレビューでは、心理学者のリリエンフェルドが、10年近く前にスーが提案したころから認知研究や行動研究、十分な実験があまり行われておらず、特定集団を代表しているといえない少ないサンプルからの逸話的な証言に過度に依存しており、マイクロアグレッション研究はほとんど進歩していないと、マイクロアグレッションについての研究の妥当性を批判している。彼は、マイノリティにむけられた小さな差別そのものは否定していないが、マイクロアグレッションの概念と科学的評価のためのプログラムは現実世界での適用を正当化するには、概念的・方法論的な面であまりにも未発達であると結論づけている。彼はマイクロアグレッションに「アグレッション」という言葉を使うのは混乱を招き誤解を招くとして、この用語の放棄を推奨している。
アメリカ合衆国の保守派シンクタンク、機会均等センターの研究員であるアルシア・ナガイは、2017年、マイクロアグレッション研究は似非科学であると批判する論説『The Pseudo-Science of Microaggressions』を発表した。彼女はこのなかで、マイクロアグレッション理論の背後にいる学者達が、現代科学の方法論・規範を拒絶していると述べている。ナガイはマイクロアグレッション研究の欠点として、「偏ったインタビュー質問、ナラティブへの依存、回答者数の少なさ、信頼性や再現性の問題、代替説明の無視」などを挙げている。

### 心理的悪影響、精神的未熟な大人の増加
グレッグ・ルキアノフとジョナサン・ハイトは、『傷つきやすいアメリカの大学生たち』（2018年）において、マイクロアグレッションに重視することは、マイクロアグレッションを経験することよりもより多くの心理的負荷、精神的不安定さを引き起こす可能性があるとして、懸念を表明している。マイクロアグレッションすらも行わないために個人が思考や行動を自分で管理しようとすることが、自分で自分の感情を過剰に抑え込もうとする病的思考をする人の特徴と共通する部分があるという。
ルキアノフとハイトは同書において、とくに大学におけるマイクロアグレッション防止プログラムに言及し、「嫌だと思うことや間違っているかもしれない人々や考えとの知的な関わりをしばしば要求される将来に向けての準備を学生ができなくなる。」と述べている。
彼らはまた、「誰かの感情の合理性を疑うことすらも受け入れられない」ようになった結果、マイクロアグレッションかどうかの判定が魔女裁判のようになっていったとも述べている。

### 道徳主義、被害者文化の暴走
社会学者のブラッドベリー・キャンベルとジェイソン・マニングは論文『Microaggression and Moral Cultures』のなかで、マイクロアグレッションの喧伝はVictimhood Culture(被害者文化)を助長しているとしたうえで、マイクロアグレッションを批判している。社会心理学者のジョナサン・ハイトは、この被害者文化について自著『社会はなぜ左と右にわかれるのか』のなかで、「個人の小さな対人関係による問題を自分で処理する能力を低下させ、人々が被害者として、あるいは被害者を擁護する者としての地位を絶え間なく競い合い、激しい精神的葛藤のある社会を生むもの」としている。
言語学者のジョン・マクホーターは、マイクロアグレッションの存在そのものは否定しないが、マイクロアグレッションが過度に意識されると他の社会的問題を引き起こすことを指摘し、人々がステレオタイプに基づいて誰かを軽蔑するときのみに限定すべきだとした。彼は「黒人にマイクロアグレッションによって永久的に心理的ダメージを受けている、真の競争から除外させられていると教えることは、彼らを幼児化させると思う。」とも述べている。

### 言論空間への悪影響
ケネス・R・トーマスは著書のなかで、マイクロアグレッションは言論の自由と一部の心理学者を含む白人が有色人種と交流することを委縮させる可能性があると書いている。
オックスフォード大学では2017年、視線を合わせないことをマイクロアグレッションとしていたが、これが視線を合わせることを苦手とする自閉症の人に対して無神経であるとして批判され大学は謝罪した。

### ポリティカル・コレクトネスによる負の側面の助長
ビブ・レーガンは、マイクロアグレッションの考え方は、人々が日常的な言動を虐待や差別的なものとみなすことを推奨し、社会的に腐った被害者意識を助長すると述べ、彼女は無礼かどうか微妙なものに対してレッテルを貼るのに便利なものを提供されることによる快適さが、マイクロアグレッションによる過剰反応によって引き起こされる損害を上回るかどうかに疑問を呈している。
ポール・ローワン・ブライアンは些細な無視できる事例を実際の真の偏見や排除を結び付けて利用していると批判している。
アミタイ・エツィオーニはマイクロアグレッションに注目することが個人や集団がかかえるより深刻な問題から目をそらすことになると指摘している。
またマイクロアグレッションの再定義を行ったスーも、その行為がマイクロアグレッションかを決めることは、その行為を行った人を黙らせたり、恥をかかせたりすることが目的ではなく、またその行為を行った人が人種差別主義者であるわけでもないと述べている。

### 日本国内での批判
上述の批判はどれも英語で行われているものだが、日本語でも行われている事例も存在する。
ベンジャミン・クリッツァーは『The Coddling of the American Mind』の内容を踏まえ、マイクロアグレッションに対しこのような見解を述べている。
マイクロアグレッションという概念は、発話者が攻撃を意図していなくても聞き手が傷つけばそれが攻撃である、としてしまう。つまり、「攻撃」の定義を発言者の意図や客観的な基準にではなく、聞き手の主観に委ねてしまう概念であるのだ。マイクロアグレッションという概念にかかると、「自分が傷ついた」という感情が、相手を非難することを正当化する根拠になってしまう。最初は不愉快であったり攻撃的に聞こえた発言であっても、相手の発言についての真意をたずねたり「どのようなことを主張しようとしているのか」と冷静に解釈したりすることで誤解が解けたり建設的な対話がスタートする可能性はあるものだが、その可能性が閉ざされてしまうのである。
さらに、マイクロアグレッションのような概念は、学生たち自身の精神的健康にも良からぬ影響をもたらす。他人に対する非難を優先して自分の感情の正当性を吟味することを怠らせるだけでなく、「自分が被害者である」とか「自分は傷つけられた」といった意識が他人を批判する根拠になると思わせることは、そのような意識を積極的に持つように本人を動機付けてしまうのである。その結果、学生たちは、「自分は被害者である」という意識から逃れなくなるのだ。

そして、自分の内面や感情が他人の言動にいちいち左右されてしまうことは、本人に無力感を与えてしまうことにもつながる。相手の言動によって傷ついたことを重視するような受け身の姿勢ではなく、相手の言動を冷静に受け止めて対処できるような考え方を養うことの方が、本人にとっても有益であるのだ。